# Affare Dreyfus

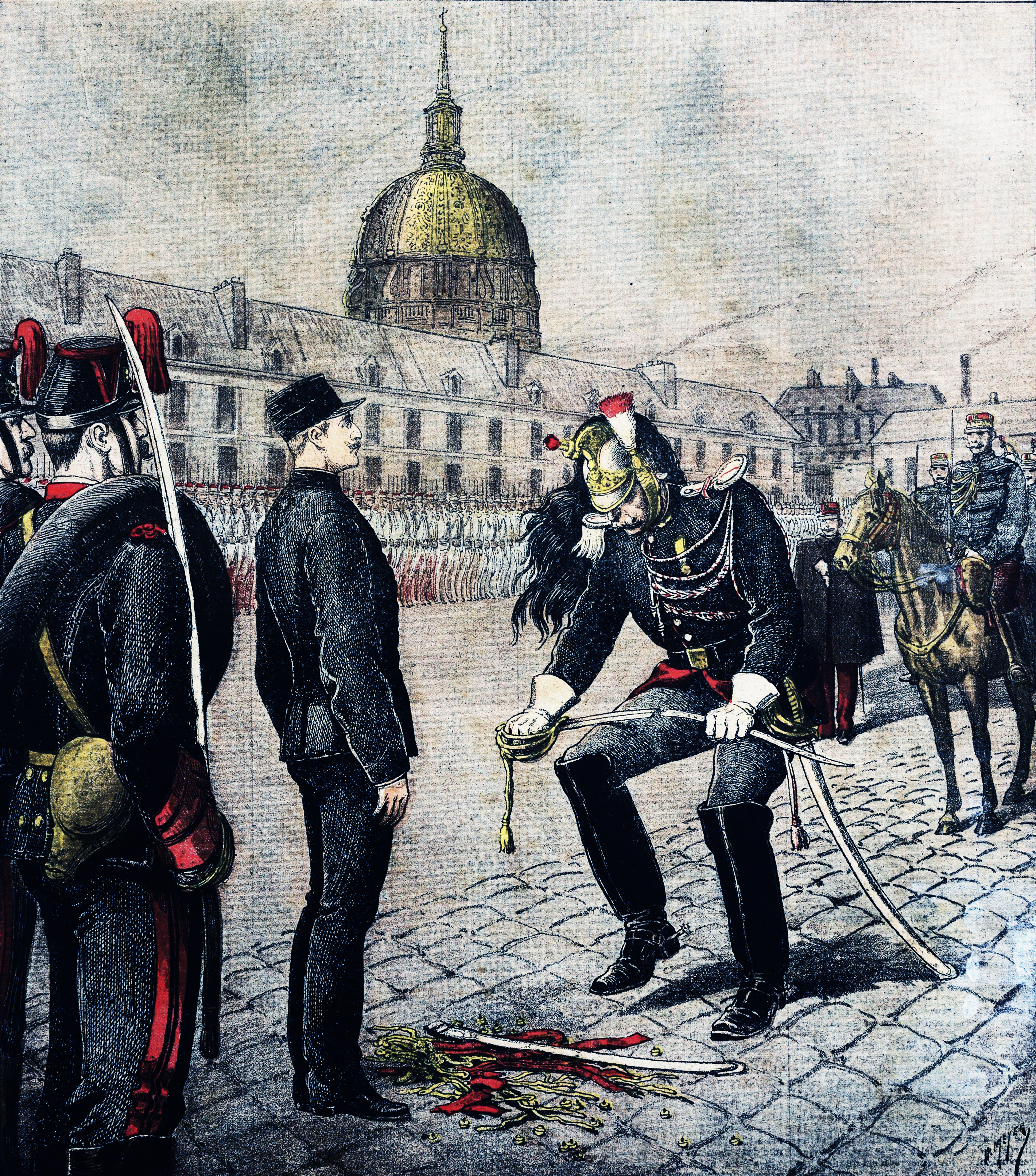
La degradazione di Alfred Dreyfus

L'Affare Dreyfus (in francese Affaire Dreyfus; [afɛʁ dʁɛfys]) fu il maggiore conflitto politico e sociale della Terza Repubblica, scoppiato in Francia sul finire del XIX secolo, che divise il Paese dal 1894 al 1906, a seguito dell'accusa di tradimento e spionaggio a favore della Germania mossa nei confronti del capitano alsaziano di origine ebraica Alfred Dreyfus, il quale era innocente. Gli storici sono concordi nell'identificare la vera spia nel maggiore Ferdinand Walsin Esterhazy.
L'affare costituì lo spartiacque nella vita francese tra i disastri della guerra franco-prussiana e la prima guerra mondiale: costrinse ministri a dimettersi, creò nuovi equilibri e raggruppamenti politici, spinse a un tentato colpo di Stato. Si crearono e scontrarono, nell'arco di due decenni, due campi profondamente opposti: i "dreyfusardi", che difendevano l'innocenza di Dreyfus (tra loro si distinse Émile Zola con il suo intervento giornalistico denominato "J'accuse"), e gli "antidreyfusardi", partigiani della sua colpevolezza.
La condanna di Dreyfus fu un errore giudiziario, avvenuto nel contesto dello spionaggio militare, dell'antisemitismo imperversante nella società francese e nel clima politico avvelenato dalla perdita recente dell'Alsazia e di parte della Lorena, subita per opera dell'Impero tedesco di Bismarck nel 1871.
Lo scandalo giudiziario si allargò per gli elementi di falsificazione delle prove portati nel processo, gli intrighi e la coriacea volontà dei più alti vertici militari di Francia nell'impedire la riabilitazione di Dreyfus. Mentre giornali e politici antisemiti, ambienti ecclesiastici e monarchici istigarono e aizzarono ampi settori della società francese contro Dreyfus, i pochi difensori della sua innocenza vennero a loro volta minacciati, condannati o dimessi dall'esercito: Zola si rifugiò all'estero; il maggiore Marie-Georges Picquart, capo dei servizi segreti militari e figura centrale nella riabilitazione di Dreyfus, fu prima degradato e trasferito in Africa, e poi arrestato e condannato. Solo grazie a un compromesso politico, Dreyfus fu graziato e liberato nel 1899. Ci vollero altri anni per ottenere la riabilitazione civile e il suo reintegro nell'esercito nel 1906.

## Contesto storico
La Francia della Terza Repubblica si trovava, all'indomani della sconfitta nella guerra franco-prussiana - a cui era seguita l'invasione da parte della Prussia e la distruzione della Comune di Parigi - lacerata al suo interno dal contrasto tra i repubblicani e i monarchici. A causa dell'aumento della popolazione ancora legata alla monarchia, era sempre possibile un ritorno della corona. Ancora pochi anni prima, il generale Patrice de Mac-Mahon, allora presidente della repubblica, sciolse l'Assemblea Nazionale il 16 maggio 1877, intenzionato a favorire il ritorno al trono della dinastia degli Orléans; tuttavia l'intento non ebbe seguito e, anzi, lo stesso Mac-Mahon rimase in carica come Presidente per un periodo di 7 anni (come venne stabilito proprio in quel periodo, con un dibattito parlamentare del 9 novembre 1873), impegnandosi da quel momento sempre più a favore dello stato, nel rispetto della propria carica. Tuttavia, in questi due decenni, la Francia beneficiò di prosperità e crescita che crearono la sensazione di un apparente successo della Terza Repubblica.
Dal 1879 al 1899 furono al potere i repubblicani moderati; mentre gli esponenti di forze fortemente conservatrici, comunque molto forti, si raggrupparono attorno al ministro della Guerra Georges Boulanger, dal quale presero il nome di boulangisti.

## L'origine dell'Affaire: la scoperta delbordereau

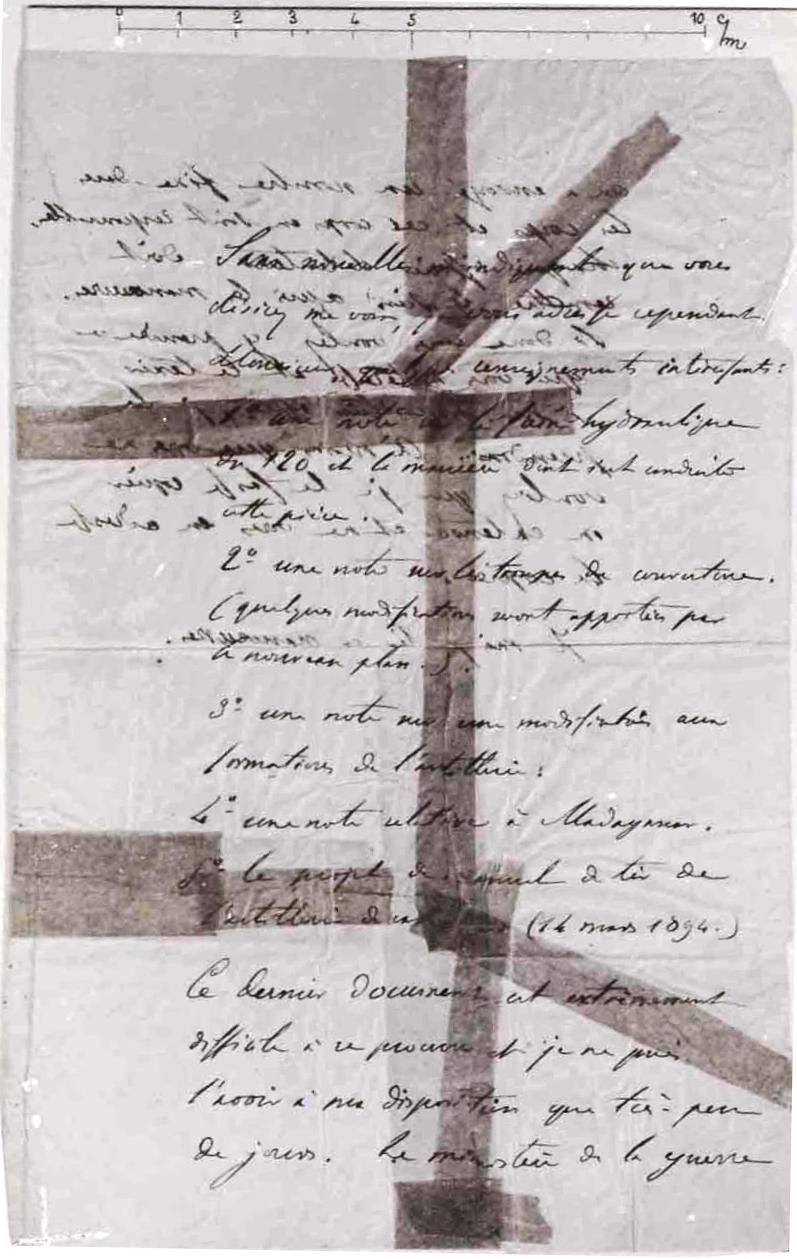
Il Bordereau

Il 26 settembre 1894, Madame Bastian, un'anziana donna impiegata come addetta alle pulizie nell'Ambasciata di Germania a Parigi, consegnò come al solito il contenuto del cestino per la carta straccia dell'attaché militare, Maximilian von Schwartzkoppen, al maggiore Hubert Joseph Henry, addetto alla vice-direzione dell'Ufficio di controspionaggio del Ministero della Guerra francese, chiamato eufemisticamente Section de statistiques. Il maggiore Henry trovò una nota, chiamata d'ora in poi bordereau, in cui si dava una lista con "qualche informazione interessante: 1) una nota sul freno idraulico del 120 e sul comportamento di quel pezzo; 2) una nota sulle truppe di copertura (…); 3) una nota sulle modificazioni alle formazioni d'artiglieria; 4) una nota relativa al Madagascar; 5) il progetto del manuale d'artiglieria da campagna (14 marzo 1894)", che l'anonimo scrivente (la lettera non era firmata né datata) si offriva di vendere ai tedeschi. Alla Sezione statistica si pensò che solo un ufficiale di stato maggiore, che avesse prestato di recente servizio nell'artiglieria, avrebbe potuto aver accesso ai documenti in questione. Fra i 4 o 5 ufficiali sospettabili c'era Alfred Dreyfus, la cui grafia parve vagamente somigliante a quella vergata sul bordereau.

### L'accusato
Dreyfus, un ufficiale di artiglieria ebreo alsaziano assegnato allo Stato maggiore dell'esercito francese, ha 35 anni, è un ricco ebreo originario di Mulhouse, in Alsazia. Dopo la sconfitta della Francia a opera della Prussia, nel 1870, e la cessione dell'Alsazia ai tedeschi l'anno successivo, ha optato per la nazionalità francese. Decide di lasciare l'industria di famiglia per dedicarsi al mestiere delle armi, cosa abbastanza insolita per un ebreo dell'epoca. Sogna la Revanche, la rivincita contro i tedeschi, ed è certo di rivedere un giorno la bandiera della Francia sventolare nuovamente sull'Alsazia. Ha da poco terminato la Scuola di Guerra classificandosi tra i primi, nono su ottantuno partecipanti al corso. Dal 1º ottobre sta effettuando un tirocinio presso il ministero della Guerra con altri giovani ufficiali. È uno dei pochi ebrei che sono riusciti a sfondare il muro dell'ostracismo antisemita molto diffuso nell'esercito e contro i quali si scatenò due anni prima lo scrittore e polemista Édouard Drumont, con una serie di articoli sul suo giornale La Libre Parole. Dreyfus è ricco, sposato con la figlia di un ricco commerciante di diamanti, con la quale ha due figli.

## L'Affaire
Il caso scoppiò il 26 settembre 1894 quando i primi atti istruttori, su un'accusa di spionaggio a favore dell'Impero tedesco, vengono redatti dai servizi segreti, che indicano in Dreyfus l'autore della lettera indirizzata a Maximilian von Schwartzkoppen, addetto militare tedesco, nella quale si annunciava l'invio dei documenti militari.

### L'arresto
Sabato 13 ottobre 1894, il capitano ricevette l'ordine scritto di presentarsi lunedì 15, alle ore 9, al Ministero della Guerra, per un'ispezione generale dal ministro Auguste Mercier. È la prima volta, a conoscenza del destinatario, che il ministero ricorre a «una procedura così burocratica»: l'ordine di servizio è portato da un sergente di servizio al ministero della Guerra, che si presenta all'abitazione del capitano al numero 6 di Avenue du Trocadéro. In assenza del capitano, si rifiuta di lasciare il documento alla giovane moglie, Lucie Hadamard. Il militare ritorna alcune ore dopo. Alfred Dreyfus è in casa e sigla, con una certa sorpresa, la ricevuta che il sergente intende fargli firmare.
Lunedì 15 ottobre 1894, quando il capitano si presentò, l'arresto ebbe luogo dopo una serie di anomalie procedurali che, probabilmente, cercavano di precostituire la prova a carico. Dreyfus, presentatosi in anticipo alle ore 8:50, è sorpreso «dal fatto di non trovare alcun collega, quando in genere, gli ufficiali stagiaires sono convocati in gruppo per l'ispezione generale». Trova ad attenderlo il maggiore Picquart, dello Stato Maggiore, che lo fa accomodare nel suo ufficio. Parlano per due minuti di cose banali, poi Picquart lo scorta nell'ufficio del capo di Stato Maggiore, il generale Charles de Boisdeffre, che però non è presente. Dreyfus viene ricevuto dal maggiore Armand du Paty de Clam, in uniforme, il quale, parlando con voce alterata, non si presenta e invita Dreyfus a sedersi accanto a lui, davanti a un tavolino, e a scrivere una lettera. Du Paty, adirato, detta a Dreyfus: «Parigi, 15 ottobre 1894. Avendo il più pressante interesse, Monsieur, a tornare momentaneamente in possesso dei documenti che le ho inviato prima della mia partenza per le manovre, La prego di farmeli recapitare [...] Le ricordo che si tratta: uno, di una nota sul freno idraulico del cannone da 120...». Di colpo, du Paty si interrompe ed esclama, irritato: «Cos'ha capitano? Lei trema!». «Come? Ma no, ho solo freddo alle dita...». «Stia attento, è grave!». Dreyfus lo guardò perplesso, volendogli chiedere spiegazioni su questa strana «ispezione», ma, da buon militare, si limitò a obbedire e, per quanto sorpreso, si impegnò a «scrivere meglio», come scrisse nelle Memorie. Poi, avendo ripreso a dettare alcune frasi, du Paty si interruppe, si alzò, gli appoggiò una mano sulla spalla e con voce tonante dichiarò: «In nome della legge, la arresto. Lei è accusato di alto tradimento».
Tre uomini in borghese si precipitarono su Dreyfus, lo afferrarono per le braccia e lo perquisirono. Erano Cochefert, il capo della Sureté di Parigi, il suo segretario e Gribelin, l'archivista dell'Ufficio di Statistica, ossia il servizio segreto dell'Armée. Dreyfus rimase inebetito. Come disse più tardi: «Un fulmine che fosse caduto davanti ai miei piedi non avrebbe provocato in me un'emozione più violenta». Spaventato, comincia a proferire parole senza senso. Infine, indignato, reagì: «Niente nella mia vita può prestare il fianco a una accusa così mostruosa! Ecco, prendete le chiavi, frugate tutta la mia casa [...] Sono innocente... Mostratemi le prove dell'infamia che avrei commesso!». Du Paty accusa: «Le prove sono schiaccianti». Sfoglia nervosamente il Codice Penale e grida: «Articolo 76: Chiunque intrattenga rapporti di spionaggio con potenze straniere sarà punito con la pena di morte!». A un Dreyfus sempre più sconvolto, l'ufficiale di polizia Cochefert mostrò discretamente una pistola seminascosta fra un mucchio di carte. Con il classico invito al traditore perché si faccia giustizia da solo (suicidandosi), Du Paty de Clam esce dalla stanza, aspettando il colpo di pistola. Niente. Rientra nella stanza scortato dal maggiore Henry, il vice comandante dell'Ufficio di Statistica, che, nascosto dietro una tenda, ha assistito a tutta la scena. Il maggiore Henry borbottò un insulto: «Vigliacco!». Dreyfus protestò la sua innocenza: «No, non mi uccido perché sono innocente. Devo vivere per dimostrarlo! Mi sarà fatta riparazione per questo affronto!». Henry e un poliziotto lo trascinarono via, facendolo salire su una carrozza e trasferendolo al carcere militare del Cherche-Midi.
L'ulteriore violazione del diritto di difesa avvenne durante il tragitto, quando il vicecomandante dei servizi segreti, maggiore Henry, finse di essere all'oscuro di tutto e interrogò abilmente Dreyfus, ma invano. Nel suo rapporto, poi, dichiarò: «L'accusato finge di non sapere nulla». Il comandante del carcere, il maggiore Ferdinand Forizin, prese in consegna il prigioniero e, infine, lo fece rinchiudere in una cella di segregazione. Per ordini superiori, Dreyfus ebbe il divieto assoluto di comunicare con l'esterno, anche con la famiglia. Sempre per ordini superiori, sulla scheda di incarcerazione non venne annotata alcuna accusa. Solo un nome: Dreyfus.
Fuori serpeggiano le voci più terribili: la Francia è minacciata da un complotto ebraico.

### Il giudizio militare e la degradazione

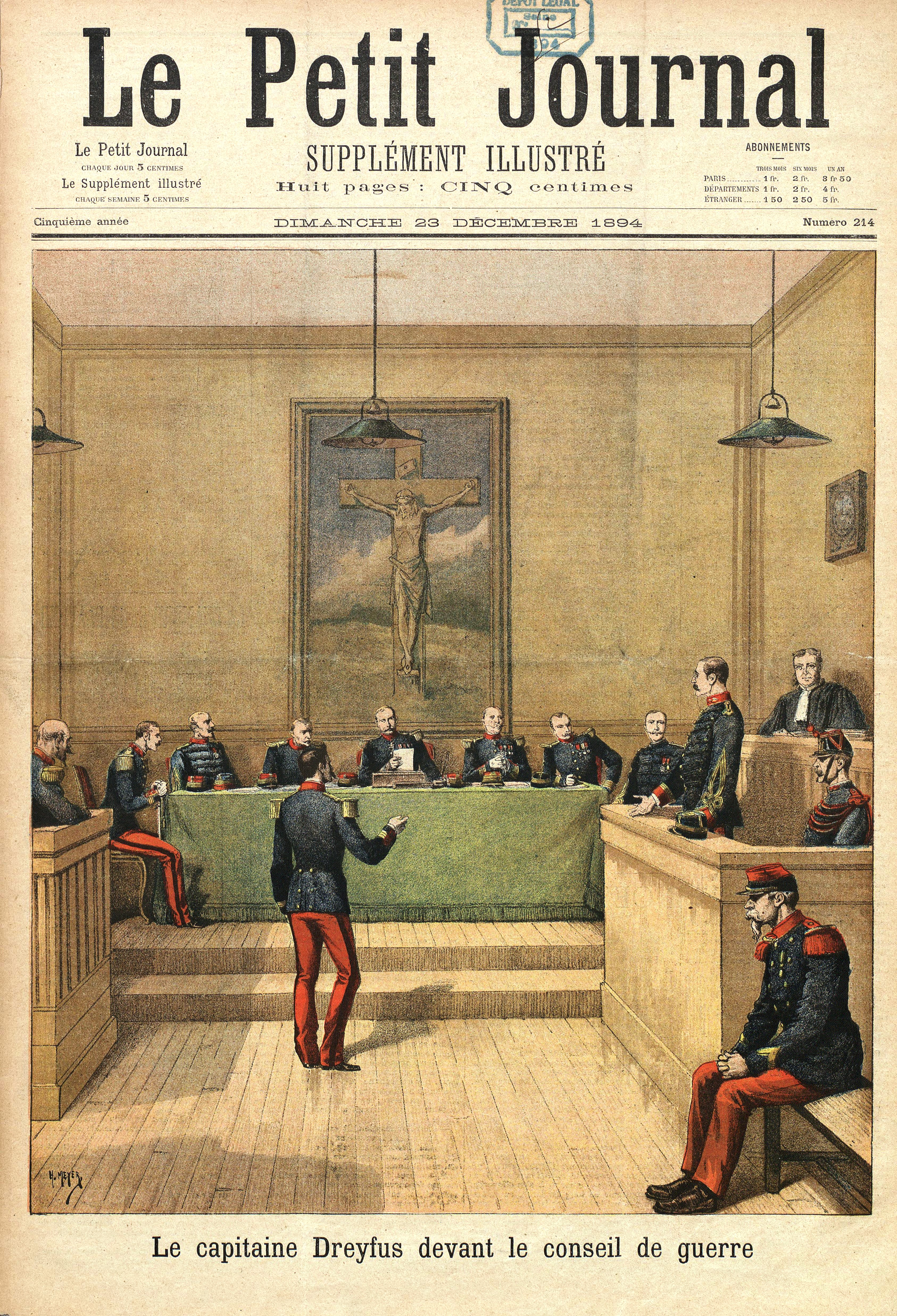
Il primo processo a Dreyfus in un'illustrazione de Le Petit Journal (1894)

Si fa tutto in gran fretta. Già il 19 dicembre, al tribunale militare, il processo comincia a porte chiuse. Dreyfus è addirittura speranzoso. E scrive dal carcere alla moglie: «Sono finalmente giunto al termine del mio martirio». Si tratta di illusioni perché l'atmosfera è già antisemita e colpevolista. Sul giornale nazionalista Le Cocarde, Maurice Barrès scrive: «Lo spirito cosmopolita», di cui l'alsaziano Dreyfus è una sintesi, «sta attentando ai fondamenti della nazione».
La prova della colpevolezza di Dreyfus si basò soprattutto sulla perizia grafologica eseguita da Alphonse Bertillon, a quel tempo un rispettato criminologo.
Il 22 dicembre 1894, i giudici entrano in possesso di un dossier segreto che comprendeva una lettera all'addetto militare tedesco. L'ha scritta il suo omologo italiano, Alessandro Panizzardi. Vi si legge a un certo punto: «Quella canaglia di D.». Insomma, per gli inquirenti Dreyfus sembra davvero colpevole. Lo stesso giorno, all'unanimità, il tribunale lo condanna alla degradazione con infamia e alla deportazione perpetua ai lavori forzati nella colonia penale dell'Isola del Diavolo. Il 5 gennaio 1895, il capitano viene prelevato dalla sua cella. Una guardia allenta le spalline e le decorazioni della sua divisa, in modo che sia più facile strapparle. Un altro gendarme sega a metà la sciabola. È tutto pronto per la cerimonia di degradazione nel cortile della Scuola Militare. Comincia alle otto e quarantacinque, mentre il condannato continua a ripetere: «Non sono mai stato un donnaiolo. Non ho bisogno di soldi. Perché avrei tradito?». Gli spettatori rispondono: «Taci, miserabile Giuda».
A Dreyfus vengono strappati i gradi e gli viene spezzata la spada di ordinanza, nonostante si dichiarasse innocente e patriota. Quando passa davanti ai giornalisti, Maurice Barrès prende un appunto: «Cosa ho da spartire con un tipo così, che avanza verso di noi con l'occhialino sul naso etnico e con l'occhio furioso e secco? Dreyfus non è della mia razza».

### L'Isola del Diavolo e la prosecuzione delle indagini
Il 21 febbraio 1895, l'ex capitano venne imbarcato per la Guyana francese, e subito portato nella colonia penale dell'Isola del Diavolo. Intanto, a Parigi, i servizi segreti indagavano ancora, perché apparentemente lo spionaggio dei tedeschi proseguiva. Il primo luglio, l'allora maggiore Georges Picquart fu nominato capo dell'Ufficio Informazioni dello Stato Maggiore (controspionaggio militare). I suoi uomini, alla fine del marzo 1896, intercettarono una lettera di Maximilian von Schwartzkoppen al maggiore dell'esercito francese Ferdinand Walsin Esterhazy, ufficiale già in passato utilizzato da Deuxieme Bureau e notoriamente oberato dai debiti di gioco: benché il petit blue (la minuta della lettera) desse notizia di un rapporto spionistico giudicato poco proficuo e da concludere, Picquart s'insospettì e, riesaminando il famoso dossier segreto che era servito per condannare Dreyfus, nota molte somiglianze fra la grafia usata nel bordereau e il modo di scrivere di Esterhazy.
Nel maggio 1896 Georges Picquart presentò al suo superiore, il capo di stato maggiore Boisdeffre, una relazione nella quale dimostrava l'innocenza del capitano Dreyfus e accusava come reo di tradimento il maggiore Ferdinand Walsin Esterhazy. Per tutta risposta, il neo colonnello (dal 6 aprile) Picquart fu rimosso dalla guida dei servizi segreti e spedito in zona di guerra in Africa (Tunisia) dove, nel marzo 1897, a seguito di un incidente si convinse della necessità di lasciare traccia dell'innocenza di Dreyfus: confidò per iscritto i fatti all'amico avvocato Louis Leblois, il quale trasmise la memoria al vicepresidente del Senato Auguste Scheurer-Kestner, un alsaziano considerato un'autorità morale della Terza Repubblica francese, presentando il caso al generale de Pellieux.
Durante l'assenza di Picquart e immediatamente dopo il suo rientro in Francia, l'attività dell'Ufficio di controspionaggio - da cui era stato rimosso - non cessò: una serie di corrispondenze tra gli addetti militari tedesco (Schwartzkoppen) e italiano (Panizzardi) a Parigi (uniti dalla comune appartenenza alla Triplice Alleanza, ma anche da una relazione sentimentale) fu intercettata e falsificata, per tentare di dimostrare che Schwartzkoppen era consapevole della posizione di Dreyfus e cercava di nasconderne la pregressa collaborazione con la Germania. In realtà, la coppia era per lo più indifferente allo sviluppo politico della vicenda. Fu semmai un altro diplomatico italiano, allora di servizio a Parigi, Raniero Paulucci di Calboli, a convincersi ben presto dell'innocenza di Dreyfus: cominciò così a raccogliere materiale sul caso, tanto da lasciare ai posteri un notevole archivio, oggi conservato a Forlì.

### La risonanza mediatica e la nascita dell'intellettuale moderno

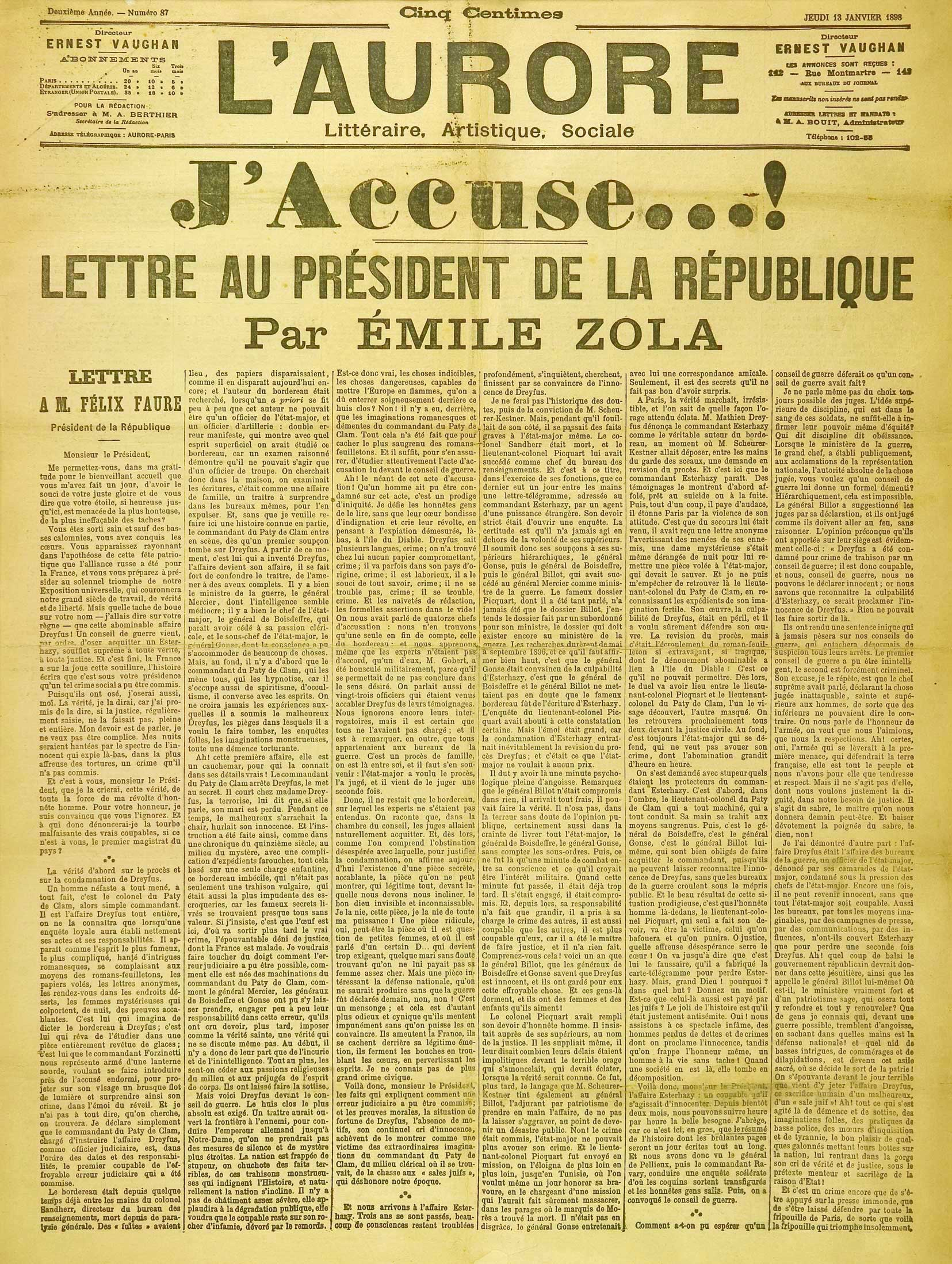
La pagina dell'Aurore con il famoso J'Accuse...! di Zola

Un amico di Charles Péguy, lo scrittore ebreo Bernard Lazare, fu tra i primi a schierarsi per l'innocenza del prigioniero. Già nell'autunno 1896 la moglie di Dreyfus, sempre più convinta di un complotto ai danni del marito, aveva richiesto la riapertura del caso; Bernard Lazare, amico di famiglia, fece perciò partire un'intensa campagna stampa a suo favore: il 6 novembre, pubblicò in Belgio il pamphlet L'Affaire Dreyfus - Une erreur judiciaire (L'Affare Dreyfus - Un errore giudiziario). Il governo francese fece però muro, dichiarando che Dreyfus era già stato giudicato, per cui sarebbe stato inutile chiedere un nuovo processo. Quando però le Figaro pubblicò una copia del bordereau, un banchiere, Jacques de Castro, identificò la grafia come quella del maggiore Walsin Esterhazy, suo debitore, e avvertì Mathieu Dreyfus, fratello del capitano; l'11 novembre 1897 le due piste s'incontrano, durante un incontro tra Scheurer-Kestner e Mathieu Dreyfus: nella circostanza quest'ultimo ottenne finalmente la conferma del fatto che Esterhazy era già stato individuato come l'autore del bordereau da un atto amministrativo interno, la relazione Picquart. Il 15 novembre, su queste basi, Mathieu Dreyfus presentò una denuncia al Ministero della Guerra contro Walsin Esterhazy: resa così pubblica la controversia, l'esercito non aveva altra scelta che aprire un'indagine.
I «dreyfusards» presero coraggio. Molti intellettuali radicali, per esempio Octave Mirbeau, aderirono alla campagna innocentista. Il 25 novembre 1897, Émile Zola pubblicò sul quotidiano Le Figaro un articolo che finisce così: «La verità è in marcia». Così spiegò il suo interventismo pubblico: «Dietro le mie azioni non si nascondono né ambizione politica, né passione di settario. Sono uno scrittore libero, che ha dedicato la propria vita al lavoro, che domani rientrerà nei ranghi e riprenderà la propria opera interrotta [...] E per i miei quarant'anni di lavoro, per l'autorità che la mia opera ha potuto darmi, giuro che Dreyfus è innocente... Sono uno scrittore libero, che ha un solo amore al mondo, quello per la verità...». Un «antidreyfusard» onesto, Georges Clemenceau, l'energico e famosissimo politico radicale francese soprannominato «Il Tigre», rivede le sue posizioni e a novembre inizia la sua campagna per la revisione del processo.
Quando alla fine del 1897, Picquart, tornato a Parigi, reiterò pubblicamente alla commissione di indagine militare i suoi dubbi sulla colpa di Dreyfus, Henry ed Esterhazy si scagliarono contro di lui sul campo dell'onore (nella sfida a duello del primo prevalse al primo sangue Picquart, che invece non accettò mai di battersi con il secondo giudicandone preminente l'indegnità) e su quello della pubblica opinione (mediante lettere inefficaci di denuncia al Presidente della Repubblica). Alla fine Esterhazy aveva reagito chiedendo d'essere giudicato da un tribunale militare, che a porte chiuse all'unanimità lo assolse il 10 gennaio 1898.
Lo Stato Maggiore rispose facendo arrestare Picquart per violazione del segreto e scatenando sui giornali nazionalistici una violenta campagna di diffamazione contro ebrei, democratici e liberali: il colonnello sarebbe rimasto imprigionato per un anno, durante il quale subì una prima condanna e fu dichiarato riformato dal servizio per gravi negligenze.
Tre giorni dopo il proscioglimento di Esterhazy dall'accusa portatagli dal fratello di Alfred Dreyfus, Clemenceau ospitò sul suo giornale L'Aurore, il 13 gennaio 1898, la famosa lettera di Zola al Presidente della Repubblica Félix Faure, intitolata J'accuse! Nelle parole della storica statunitense Barbara Tuchman, si trattò di "one of the great commotions of history" ("una delle grandi rivoluzioni della storia").
Il giorno dopo, sempre su L'Aurore, apparve la celebre «Petizione degli intellettuali», che reca tra i firmatari metà dei professori della Sorbona e numerosi artisti, come Émile Gallé, l'artista del vetro, Jules Renard, André Gide, Anatole France. Erano stati tanti giovani brillanti della Parigi di fine secolo - tra i quali Marcel Proust e il fratello Robert, con gli amici Jacques Bizet, Robert de Flers - a impegnarsi a far firmare il manifesto, nel quale si dichiarano pubblicamente dalla parte di Zola e quindi di Dreyfus.
Émile Zola fu subito inquisito e nell'agosto 1898 fu condannato per vilipendio delle forze armate: la condanna, sia in primo sia secondo grado, lo portò ad abbandonare il Paese per l'Inghilterra, ma diede un grande impulso alla visibilità della causa di Dreyfus e in ultima istanza si rivelò una mossa fondamentale.
Solo nel dicembre 1900, Zola e Picquart avrebbero beneficiato dell'amnistia per i fatti relativi all'affaire.

### Il suicidio di Henry
Passato qualche mese, arrivò un colpo di scena. Il 30 agosto 1898, il colonnello Hubert Joseph Henry, principale accusatore di Dreyfus e membro del controspionaggio, fu arrestato, dopo essere stato interrogato a lungo dal ministro della guerra Cavaignac, per aver dichiarato di essere l'autore della lettera falsificata dell'autunno 1896, in cui era menzionato Dreyfus, nonché di aver contraffatto parecchi documenti del suo dossier segreto. Il giorno dopo si suicidò in carcere, tagliandosi la gola con un rasoio, benché molti ritennero si trattasse di un omicidio.
Apparve sempre più chiaro che le prove processuali contro Dreyfus erano dei falsi elaborati dai servizi segreti; in un tentativo di ricondurre alla Ragion di Stato il depistaggio, Charles Maurras dirà: «Falsi sì, ma patriottici». Di fatto, invece, il governo cercò di distanziarsi dai militari e, il 27 ottobre 1898, il Guardasigilli - previa votazione del gabinetto ministeriale - investì la Corte di cassazione della richiesta di annullamento della sentenza del 1894 e di revisione del processo contro Dreyfus.
Già il 20 gennaio 1898 a seguito di un intervento in aula del deputato cattolico Albert de Mun contro Zola, la questione Dreyfus era approdata alla Camera dei deputati (concludendosi con un voto 312 a 122). Nel corso dell'anno, l'instabilità ministeriale risentì parecchio delle evoluzioni dell'affaire: il 3 settembre il presidente del Consiglio Henri Brisson costrinse alle dimissioni Cavaignac e, in sequenza, i successori Zurlinden e Chanoine. Quando si trattò di corrispondere alle istanze istruttorie della Cassazione, prima Brisson e poi il suo successore Charles Dupuy si trovarono in vistoso imbarazzo, non sanato neppure dal progressivo accantonamento dai ranghi militari dei soggetti più coinvolti nel depistaggio del 1894 (Boisdeffre è costretto alle dimissioni, Gonse è privato di ogni potere formale e du Paty è gravemente compromesso per i suoi rapporti con Esterhazy).

### Tensioni politiche
Il 16 febbraio 1899 un fermo sostenitore degli anti-dreyfusardi, il presidente della Repubblica Félix Faure muore improvvisamente. Viene eletto al suo posto Émile Loubet e il 23 febbraio, ai funerali del predecessore, l'esercito lo salva da un possibile colpo di Stato ispirato dal deputato anti-dreyfusardo Paul Déroulède. Durante tutto l'anno, le conseguenti vicende processuali di Déroulède (terminate con l'assoluzione dall'accusa di tradimento nell'agosto e poi, dinanzi al Senato in alta Corte di giustizia, con la condanna all'esilio in Spagna per cospirazione contro la Repubblica) con i suoi infiammati discorsi, offrono alla destra ultranazionalista una bandiera per rivendicare la fine della III Repubblica: il 4 giugno, Loubet è aggredito sulla pista di corse equine di Longchamp. Si tratta di provocazioni che creano un sussulto dell'opinione pubblica moderata: ciò porta alla formazione di un gouvernement de défense républicaine guidato da Waldeck-Rousseau, che assume la presidenza del Consiglio dei ministri il 22 giugno 1899.

### Il processo di Rennes: 7 agosto - 9 settembre, 1899
In questo frangente, la Corte di cassazione scelse di far prevalere la legalità: il massimo organo giudiziario accolse la richiesta di revisione del processo e, il 3 giugno 1899, annullò la sentenza del 1894. Dreyfus poté quindi tornare in Francia, sia pure da recluso in attesa di un nuovo giudizio.
Nelle more, il 18 luglio 1899 Ferdinand Walsin Esterhazy, sposando a sorpresa la tesi della Ragion di Stato, rilasciò una dichiarazione al quotidiano Le Matin, confessando di aver scritto di suo pugno il famoso bordereau "per ordini superiori", ossia del colonnello Jean Sandherr, allora capo dell'ufficio informazioni - come ammesso anche da Henry - e ingiustamente attribuito a Dreyfus. La notizia raggiunse la massima risonanza internazionale, accrescendo allo spasmo l'interesse per la vicenda e dividendo radicalmente i due schieramenti: ciò tanto più che Esterhazy si era già messo al sicuro da alcuni mesi, trasferendosi via Belgio in Inghilterra (dove visse sino agli anni 1920) dopo essere stato congedato dall'esercito per aver, fra l'altro, sottratto 35 000 franchi.
Il nuovo processo militare contro Dreyfus cominciò a Rennes il 7 agosto, svolgendosi in un'atmosfera pesantissima di pressioni e minacce a giudici e avvocati (compreso il ferimento dell'avvocato della difesa Fernand Labori, colpito alle spalle a colpi d'arma da fuoco mentre andava nella sala dell'udienza). Nel corso del processo apparve ampiamente dimostrata l'infondatezza delle accuse contro l'imputato, ma la Corte Militare subì forti pressioni dallo Stato Maggiore (seriamente compromesso da tutta la vicenda) affinché non annullasse la condanna precedente. Dreyfus fu perciò condannato nuovamente per tradimento, ma a soli dieci anni per il riconoscimento di circostanze attenuanti. In ogni caso, la decisione fu presa non all'unanimità, ma con una maggioranza di cinque voti contro due: è da notare che, tra i due che votarono per l'assoluzione, uno era il comandante de Bréon, cattolico praticante.

### La grazia, 19 settembre 1899, e la lenta riabilitazione, 12 luglio 1906
Il secondo giudizio di colpevolezza fu così impopolare che alle elezioni del Parlamento nazionale viene eletta una maggioranza liberal-radicale. Il nuovo Presidente del Consiglio, Pierre Waldeck-Rousseau, propose a Dreyfus l'escamotage della presentazione della domanda di grazia (che implicava però un riconoscimento di colpevolezza, nel caso in specie assolutamente infondato). Suo fratello Mathieu lo convinse a chiedere la grazia: «A cosa serve un innocente morto?», esclamò. Alfred voleva sacrificarsi perché si sentiva un militare e aveva uno smisurato senso dell'onore. Infine, Dreyfus e i suoi avvocati accettarono. Nel settembre 1899, dieci giorni dopo il verdetto di condanna, Dreyfus fu graziato dal Presidente della Repubblica Émile Loubet. Si racconta che abbia detto dopo aver ottenuto la grazia: «Se non fossi stato sul banco degli imputati, avrei manifestato contro Dreyfus».
La filosofa Hannah Arendt - rifiutando di credere nella forza del movimento di indignazione sempre più massiccio dei dreyfusard in Francia - sostenne poi, in sede storiografica, che l'organizzazione dell'Esposizione universale del 1900 a Parigi ebbe un ruolo decisivo in questa conclusione dell'affare Dreyfus. Fu nell'imminenza di questo evento con immense ripercussioni internazionali che alcuni paesi, indignati per l'evidente ingiustizia e per la polemica che infuriava in Francia, minacciarono di boicottare l'esposizione universale.
(Hannah Arendt, Le origini del totalitarismo (§ Antisemitismo), 1973)
Nel maggio del 1900 - mentre a Parigi si era aperta l'Esposizione universale - la Camera dei deputati votò a stragrande maggioranza contro qualsiasi ulteriore revisione del caso; a dicembre tutte le cause connesse con l'affare furono liquidate da un'amnistia generale. Nel 1903 Dreyfus richiese inutilmente una revisione del processo, che gli venne negata. Solo dopo che Clemenceau era divenuto primo ministro, egli venne pienamente riabilitato, nel 1906, con la cancellazione della condanna e la riammissione nell'esercito col grado di maggiore. Il 12 giugno di quell'anno, a mezzogiorno, il presidente della Corte di Cassazione, Ballot-Beaupré, lesse la sentenza che annullava definitivamente il verdetto di Rennes e restituiva a Dreyfus, dopo dodici tragici anni, il suo onore di ufficiale francese. Cosa che la Corte di Cassazione non aveva l'autorità di fare, perché avrebbe dovuto invece ordinare la riapertura del procedimento. Una riabilitazione che si svolse nella totale indifferenza del pubblico: l'assoluzione che doveva riparare l'errore giudiziario non venne accettata da tutto il popolo e, come vedremo, le passioni accesesi allora non si spensero neppure a distanza di tempo. Il giorno dopo, il 13 luglio, il Parlamento reintegrò Dreyfus nell'esercito col grado di capo squadrone e gli venne accordata l'onorificenza della Legion d'Onore. Il 21 luglio si tenne la cerimonia ufficiale di riabilitazione di Dreyfus. Ma avvenne nella corte piccola e non in quella grande della Scuola militare, dove si era svolta nel 1895 la cerimonia di degradazione.
Alla presenza del generale Picquart, di una piccola rappresentanza della guarnigione di Parigi e di pochi amici (i familiari, Anatole France...), Alfred Dreyfus venne nominato Cavaliere della Legion d'Onore. Durante la cerimonia, Dreyfus rimane «immobile, quasi stecchito, la testa alta, lo sguardo smarrito come in un sogno», scrisse il corrispondente del Corriere della Sera. «Invano, il colonnello gli comanda di mettersi a riposo. Egli non comprende. Sembra una statua del dovere o del dolore». Subito dopo la consegna della decorazione, i familiari e gli amici che lo circondano gridano: «Viva Dreyfus!». «No», corregge subito Dreyfus: «Viva la Repubblica e viva la Verità». Il mese dopo la cerimonia della reintegrazione, Renato Simoni incontrò in Svizzera i coniugi Dreyfus. Egli scrisse sul Corriere della Sera: 
 Dopo la sentenza del 1906, Dreyfus riprese servizio al forte militare di Viennes, ma il 26 giugno 1907 chiese di essere messo a riposo (2 350 franchi annui di pensione). L'ingiusto, mancato computo nella carriera di Dreyfus dei cinque anni passati senza colpe all'Isola del Diavolo gli avrebbe impedito l'accesso al ruolo dei generali.

### Il ferimento del 1908
Un estremo rigurgito delle passioni antidreyfusiane si verificò il 4 giugno 1908, durante la solenne cerimonia di traslazione delle ceneri di Zola al Panthéon: un giornalista di estrema destra, Louis Grégori, sparò due colpi di pistola contro Dreyfus, ferendolo leggermente a un braccio. Durante il processo che si svolse a settembre, il giornalista dichiarò di aver agito da solo e di non aver voluto colpire Dreyfus come persona, ma come rappresentante del dreyfusianesimo, colpevole, ai suoi occhi, di «glorificare il tradimento di Dreyfus e l'antimilitarismo di Zola».

I giurati popolari lo assolsero perché in quel momento «non era responsabile dei suoi atti». Fu, in un certo senso, un atto annunciato. Grazie a un informatore, la polizia sapeva che durante alcune riunioni degli estremisti di destra dell'Action française si era parlato a lungo di compiere un «atto dimostrativo», assassinando Dreyfus durante la cerimonia Zola. Un certo André Gaucher si era offerto di compiere la missione. Un ricco monarchico aveva offerto un premio di ventimila franchi a chi avesse ucciso il «traditore ebreo». Chi si oppose fu Charles Maurras: «Sopprimendo Dreyfus, perdiamo la nostra migliore arma contro la Repubblica». Per fortuna, la ferita non fu grave. Tra le lettere di commossa partecipazione al dolore della famiglia Dreyfus, ci fu quella di Sarah Bernhardt: 
Transitato nella Riserva, Dreyfus venne richiamato in servizio il 2 agosto 1914 presso il parco d'artiglieria della 168ª divisione e, col 20º Corpo, partecipò alla battaglia di Verdun durante la prima guerra mondiale, dove suo figlio Pierre comandava una batteria di cannoni da 75. Proprio quei cannoni i cui studi iniziali, secondo le interpretazioni di Doise, sarebbero stati all'origine del caso di spionaggio del 1894 e quindi di tutto l'Affare.
L'ex addetto militare tedesco a Parigi, Schwartzkoppen, si ammalò nell'inverno del 1916 sul fronte russo e morì l'8 gennaio 1917 nell'ospedale militare di Berlino. Poco prima di morire, si rizzò improvvisamente sul letto e «con voce terribile», raccontò sua moglie, gridò: «Francesi, ascoltatemi! Vi giuro, Dreyfus è innocente». Il 25 settembre 1918, Alfred Dreyfus, promosso tenente-colonnello, venne collocato nella Riserva. Poco dopo verrà insignito della decorazione di Ufficiale della Legion d'Onore.

### La morte di Dreyfus
Dreyfus morì il 12 luglio 1935 per una crisi cardiaca. Non si era ripreso dopo un intervento chirurgico subìto alla fine del 1934. Anche nei momenti più tremendi, continuava a ripetere: «Per me la libertà non è niente senza l'orgoglio». La stampa, nell'occasione, mantenne in generale un atteggiamento di estrema cautela. L'atteggiamento rinunciatario della stampa fu così lodato il 19 luglio dal giornale Action française, secondo la quale «i famosi campioni della giustizia e della verità di quarant'anni or sono non hanno lasciato discepoli»

## Commenti e interpretazioni dell'Affaire
«Io sono stato il primo dreyfusiano, perché fui io a chiedere ad Anatole France la sua firma per la petizione», così ricordava Marcel Proust; però è certo che egli e suo fratello Robert si impegnarono a fondo per promuovere la celebre «Petizione degli intellettuali». Nell'ora della vittoria del dreyfusianesimo, Proust si tirerà in disparte, e questo spiega anche «l'atteggiamento quasi neutrale del Narratore nei confronti dell'Affaire nella Recherche». Fu lo stesso Proust a spiegare questo atteggiamento in una lettera a Madame Straus: 

Péguy rifiutò l'interpretazione secondo la quale i dreyfusardi sarebbero stati anticristiani e antifrancesi: 
Indro Montanelli, nel 1994, ravvisò la perenne attualità dell"Affaire Dreyfus": 

Lo storico Michel Winock ha riflettuto: 

Il professor Philippe Oriol argomentò così: 

## Tappe principali
- 1894: accusa e arresto
- 1895: prima condanna di Dreyfus (all'ergastolo), degradazione militare e deportazione
- 13 gennaio 1898: Émile Zola pubblica il celebre "J'Accuse"
- 1899: seconda condanna in appello (a 10 anni)
- 19 settembre 1899: grazia presidenziale
- 1906: annullamento della sentenza da parte della Cassazione e riabilitazione con la reintegrazione militare da parte del Parlamento, ma non viene eseguita la revisione penale in appello
- 1907: collocamento a riposo di Dreyfus
- 1908: ferimento dell'ufficiale in un attentato nazionalista
- 1935: morte di Dreyfus, senza aver mai ricevuto l'assoluzione piena in un processo

## Curiosità
- Diversamente da quanto accadde ad altri intellettuali, la militanza dreyfusiana non chiuse a Proust le porte dei nobili del Faubourg. A una cena, protestò, educatamente, con il romanziere Barrès per alcune dichiarazioni fatte contro la poetessa dreyfusiana Anna de Noailles. Barrès scoppiò in una risata ironica: «Be', che significa questa improvvisa esplosione dreyfusiana?». Proust, scrive il biografo George D. Painter, «ripiega in disordine accanto al caminetto, sotto una fila di preziosissime statuette di Tanagra [...] Improvvisamente, ci fu un gran fracasso, Proust aveva sbadatamente fatto cadere la più bella delle statuette». Per la cronaca, la statuetta verrà esposta nel 1953 alla Bibliothèque Nationale con il cartellino: «N.94 Statuetta di Tanagra rotta da Marcel Proust»[22].
- L'imperatrice Eugenia (consorte del defunto Napoleone III) era una «dreyfusard»: lo difese dallo storico Gustave Schlumberger - convinto della colpevolezza di Dreyfus - che usava interrompere chiunque parlasse a favore dell'ufficiale francese di visione del mondo ebraica, ma che ascoltò senza contraddire l'ex imperatrice nella difesa che ne fece all'Hotel Continental, a Parigi.
- La moglie di Dreyfus, Lucie, morì il 14 dicembre 1945, a Parigi, dopo aver passato a Tolosa sotto falso nome gli anni dell'occupazione nazista. Tra gli otto nipoti di Dreyfus, Madeleine Lévi, la preferita dell'ex deportato dell'Isola del Diavolo, combatté nella Resistenza francese durante la seconda guerra mondiale. Arrestata e torturata, morì nel campo di concentramento di Auschwitz, vittima dello stesso odio che tanti anni prima aveva travolto suo nonno.

## Drammi teatrali sull'Affaire
- Affaire Dreyfus, scritto da Rehfisch e Wilhelm Herzog con lo pseudonimo di René Kestner, 1931

## Romanzi storici sull'Affaire
- Bruno Ravel, L’Affare Dreyfus 1894-1906, Milano, Bompiani, 1967.
- Umberto Eco, Il cimitero di Praga, Milano, Bompiani, 2010, ISBN 978-88-452-6622-5.
- Robert Harris, L'ufficiale e la spia, traduzione di G. Costigliola, Collana Omnibus, Milano, Mondadori, 2014, ISBN 978-88-04-63842-1.
- Piero Trellini, L' Affaire. Tutti gli uomini del caso Dreyfus, Collana Munizioni, Milano-Firenze, Bompiani, 2022, ISBN 978-88-301-0352-8.
- Cleto Schiavilla, Se quel treno per Cuneo. Da Dreyfus a Bava Beccaris, prefazione di Mauro Della Ferrera, Boves, Arabafenice, 2025, ISBN 9788866179580.

## Opere audiovisive sull'Affaire
- L'Affaire Dreyfus – film del 1899
- L'Affaire Dreyfus – film del 1902
- L'Affaire Dreyfus – film del 1908
- L'affare Dreyfus – film del 1958
- L'affare Dreyfus – miniserie televisiva del 1968
- Prigionieri dell'onore – film del 1991
- L'ufficiale e la spia – film del 2019